# NGC 202
NGC 202 é uma galáxia espiral (S0-a) localizada na direcção da constelação de Pisces. Possui uma declinação de +03° 32' 08" e uma ascensão recta de 0 horas, 39 minutos e 39,7 segundos.
A galáxia NGC 202 foi descoberta em 17 de Novembro de 1876 por Édouard Jean-Marie Stephan.